# Стариков, Николай Фёдорович
Никола́й Фёдорович Старико́в (5 декабря 1923, Чернский уезд, Тульская губерния — 15 июня 1993, Тула) — советский военнослужащий, младший сержант, полный кавалер ордена Славы.

## Биография
Николай Фёдорович Стариков родился 5 декабря 1923 года в деревне Назарьево (не сохранилась; ныне — урочище в Чернском районе Тульской области) в крестьянской семье. Русский. Окончил «семилетку» (семилетнюю школу).
- февраль 1942 года — призван в Красную Армию
  - с 18 февраля этого же года — в действующей армии.
- младший сержант;
- командир отделения управления 1-й батареи 373-го отдельного истребительно-противотанкового артиллерийского дивизиона (240-я Киевско-Днепровская Краснознаменная орденов Суворова и Богдана Хмельницкого стрелковая дивизия, 50-й стрелковый корпус, 40-я армия, 2-й Украинский фронт)
- Николай Фёдорович воевал на Брянском, Воронежском (с 20 октября 1943 года — 1-й Украинский) и 2-м Украинском фронтах.
  - Он принимал участие в:
    - Воронежско-Касторненской наступательной операции,
    - сражении на Курской дуге,
    - освобождении Левобережной Украины,
    - битве за Днепр,
    - наступательных операциях:
      - Киевской,
      - Житомирско-Бердичевской,
      - Уманско-Ботошанской,
      - Ясско-Кишиневской,
      - Дебреценской,
      - Будапештской,
      - Братиславско-Брновской.
- В боях был трижды ранен.

### Подвиги
- В ходе Житомирско-Бердичевской наступательной операции с 25 декабря 1943 года по 1 января 1944 года заряжающий Н. Ф. Стариков, четко выполняя свои обязанности, обеспечил бесперебойную стрельбу орудия. Артиллеристы уничтожили 2 пулемета, 5 автомашин и 20 солдат противника. Под огнем воинов противник вынужден был бросить 9 исправных автомашин, которые были захвачены нашими подразделениями.
  - Приказом командира 240-й стрелковой дивизии от 22 января 1944 года ефрейтор Стариков Николай Фёдорович награжден орденом Славы 3-й степени.
- В начале Корсунь-Шевченковской наступательной операции 240-я стрелковая дивизия вела ожесточенные бои в районе села Цибулев (ныне поселок городского типа Монастырищенского района Черкасской области, Украина). Н. Ф. Стариков, обеспечивая ведение огня орудием, под огнем противника действовал хладнокровно и уверенно. Противотанкисты подбили 2 танка, уничтожили бронетранспортер, миномет, пулемёт и до 40 солдат противника.
  - Приказом командующего 40-й армией от 14 апреля 1944 года ефрейтор Стариков Николай Фёдорович награжден орденом Славы 2-й степени.
- В дальнейшем, Н. Ф. Стариков был назначен командиром отделения управления 1-й батареи в этом же дивизионе.
- С началом Ясско-Кишиневской наступательной операции 20 августа 1944 года 240-я стрелковая дивизия вступила в бой западнее населенного пункта Солонец (ныне коммуна Тодирешть жудеца Сучава, Румыния). Н. Ф. Стариков находился на наблюдательном пункте и принимал участие в управлении огнем дивизиона. Осколками вражеского снаряда был ранен командир отделения управления дивизиона и перебита линия связи с огневой позицией. Н. Ф. Стариков вынес раненого из-под огня и восстановил нарушенную связь. В ходе боя неоднократно устранял повреждения телефонной линии, обеспечив постоянное управление огневыми подразделениями.
  - Указом Президиума Верховного Совета СССР от 24 марта 1945 года за образцовое выполнение боевых заданий командования на фронте борьбы с немецкими захватчиками и проявленные при этом доблесть и мужество младший сержант Стариков Николай Фёдорович награждён орденом Славы 1-й степени.

### После войны
- 1945 год — демобилизован; вернулся в свою деревню; работал в колхозе.
- 1969 год — переехал в город Тула. Работал в органах внутренних дел (в отделе охраны РОВД).

Николай Фёдорович скончался 15 июня 1993 года; похоронен на кладбище № 1 в Туле.

## Награды
- Полный кавалер ордена Славы
  - орден Славы 3 степени: указ от 22.01.1944; орден N° 50643
  - орден Славы 2 степени: указ от 14.04.1944; орден N° 1797
  - орден Славы 1 степени: указ от 24.03.1945; орден N° 496
- 11.03.1985 — Стариков Николай Фёдорович был награждён орденом Отечественной войны 1-й степени.